# 14947 Луїджібуссоліно
14947 Луїджібуссоліно (14947 Luigibussolino) — астероїд головного поясу, відкритий 15 січня 1996 року.
Тіссеранів параметр щодо Юпітера — 3,583.